# Hamburger Nachrichten
Die Hamburger Nachrichten waren eine Hamburger Tageszeitung.
Sie erschienen von 1849 bis 1939 als Morgenzeitung für Politik, Handel und Schifffahrt. Die Vorgängerblätter waren bereits seit 1792 erschienen.

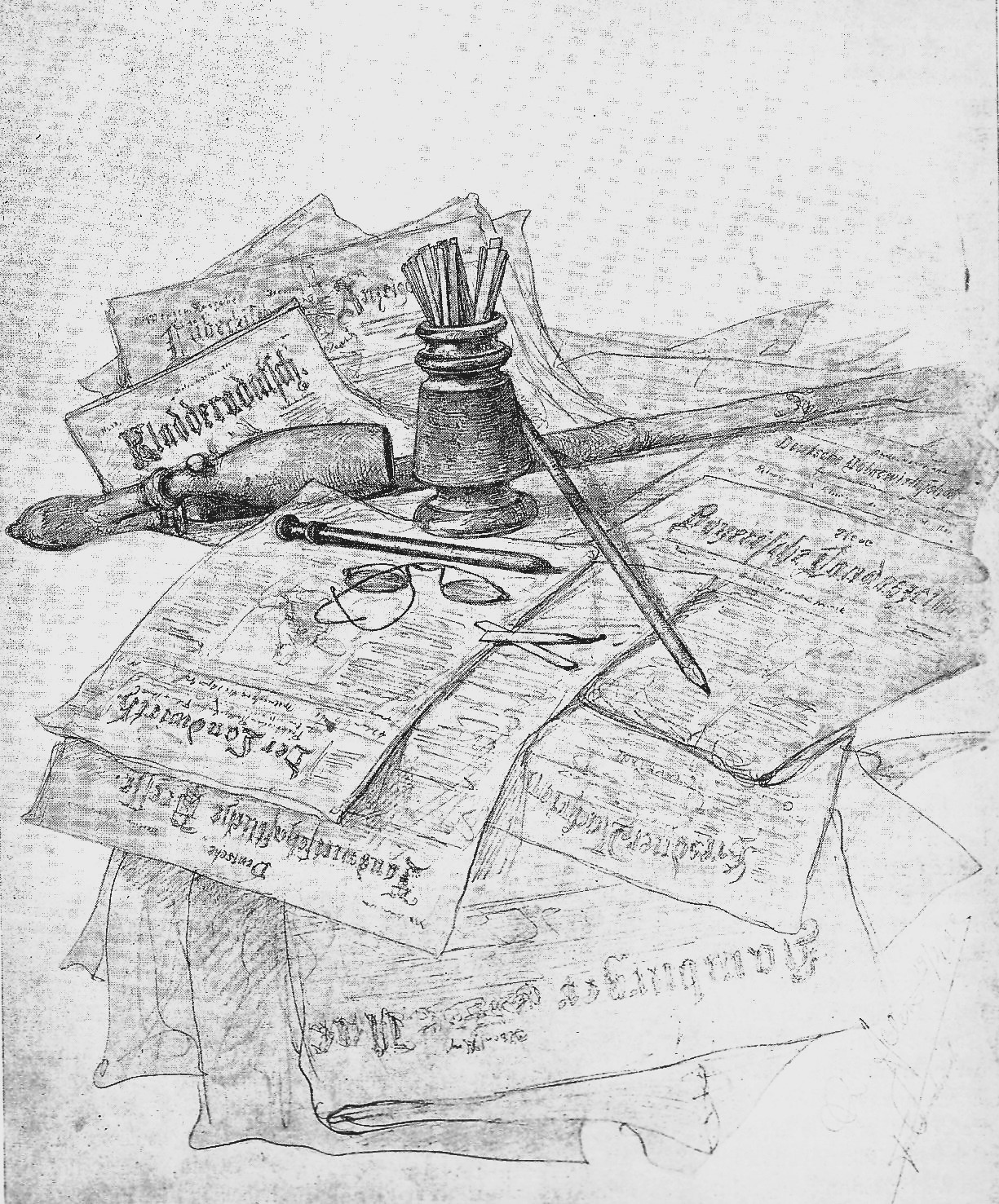
Fürst v. Bismarcks Lesetisch, auf dem auch stets die Hamburger Nachrichten zu finden waren; aus Fürst Bismarck in Friedrichsruh von C. W. Allers (1892)

## Geschichte
Gegründet wurde die Zeitung 1792 von dem Verleger Johann Heinrich Hermann. Sie erschien seit dem 29. Februar 1792 zunächst als reines Intelligenzblatt, d. h. als Anzeigenblatt mit einigen unterhaltsamen Meldungen, Geschichten und vermischten Nachrichten.
Der Titel lautete nach Genehmigung eines Senatsprivilegs vom 3. August 1793 bis 30. Juni 1849 Privilegirte wöchentliche gemeinnützige Nachrichten von und für Hamburg. Während der Verwaltung Hamburgs durch die Franzosen von 1810 bis 1814 erschien das Blatt zweisprachig als Affiches, annonces et avis de Hambourg. Seit dem 2. Juli 1849 erschien die Zeitung unter dem Titel Hamburger Nachrichten einmal und ab 20. Dezember 1876 mit einer Morgen- und Abendausgabe zweimal pro Tag.
1851 wurde der Schriftsteller und Journalist Robert Heller (1812–1871) zum Feuilletonredakteur ernannt, der namhafte Autoren wie Levin Schücking, Friedrich Gerstäcker, Rudolf Gottschall und Friedrich Wilhelm Hackländer als Mitarbeiter gewinnen konnte. Ab 1855 war Emil Hartmeyer für fast 50 Jahre der Chefredakteur der Hamburger Nachrichten.
Werner von Melle gehörte der Redaktion von 1886 bis 1891 an.
Nach dem Rücktritt von Reichskanzler Otto von Bismarck im Jahr 1890 erlangten die Hamburger Nachrichten eine besondere Bedeutung als Bismarcks Sprachrohr. Der politische Redakteur des Blattes Hermann Hofmann suchte den Altkanzler regelmäßig in Friedrichsruh auf und protokollierte dessen Vorträge. Anschließend erschienen sie als gegen den Neuen Kurs gerichtete Artikel in der Zeitung, ohne jemals in Bismarcks Namen gezeichnet zu sein.
Nach der Reichstagswahl im September 1930 unterstützte die Redaktion offen die Nationalsozialisten. In der Frage der Todesurteile im Mord von Potempa war im August 1932 in den Nachrichten zu lesen:
Hat man denn um Gotteswillen in deutschen Richterkreisen immer noch nicht begriffen, daß es sich im Osten in dem Grenzkampf zwischen germanischen Edelmenschen und polnischen Untermenschen um den Daseinskampf des deutschen Volkes handelt?
Nach der Machtergreifung der Nationalsozialisten 1933 geriet die Zeitung durch die Konkurrenzsituation zur NSDAP-Parteizeitung Hamburger Tageblatt finanziell unter Druck, da viele Inserenten zum Parteiblatt abwanderten. Die Zeitung musste daher am 9. März 1939 ihr Erscheinen einstellen, ein Teil der Redaktion wurde vom Tageblatt übernommen.
Seit 1884 gab der Verlag eine für das Ausland bestimmte Wochenausgabe heraus, die vor allem bei den deutschen Exportkaufleuten Abnehmer fand. Ab September 1914 erschien eine zweiwöchentliche spanischsprachige Ausgabe namens Heraldo de Hamburgo, der von einem selbständigen Unternehmen in der Rechtsform einer GmbH produziert wurde. Das Blatt stellte erst 1924 sein Erscheinen ein. Ab Oktober 1914 erschien eine portugiesische Ausgabe, der Mensageiro de Hamburgo – Hamburger Nachrichten, zunächst im Vierwochen-Rhythmus, ab Mai 1915 zweiwöchentlich.